# A holló (film, 1994)
A holló (eredeti cím: The Crow) 1994-ben bemutatott amerikai misztikus fantasy, akciófilm, amely James O’Barr azonos című képregénye alapján, David J. Schow és John Shirley forgatókönyvéből Alex Proyas rendezett. Főszereplő Brandon Lee és mellékszereplőként játszik Rochelle Davis, Ernie Hudson, Michael Wincott és David Patrick Kelly is. 
Lee az észak-karolinai Wilmingtonban zajló forgatás során egy tragikus balesetben életét vesztette (egy ellenőrizetlen lőfegyverbe szorult, a fegyver elsütésekor kirepülő fémdarab végzett vele), nyolc nappal a film befejezése előtt. A színész hátralévő jeleneteit a forgatókönyv átírásával, testdublőrökkel és speciális számítógépes effektek segítségével forgatták le. Az elkészült filmet Lee-nek és menyasszonyának, Elizának ajánlották fel. A Lee halála utáni produkciós nehézségek ellenére az 1994. május 13-án bemutatott film jegyeladási és kritikai szempontból is jól teljesített és kultuszfilm státuszba emelkedett. Bár jelentősebb filmes díjat nem nyert összesen négy kategóriában jelölték Szaturnusz-díjra. 
A filmet még három folytatás (melyből kettő csak DVD-n jelent meg), illetve egy televíziós sorozat követte, de az eredeti film sikerét egyiknek sem sikerült megközelítenie sem. Tervbe vették a film remake-jének elkészítését, mely az előzetes hírek szerint hűebben követi majd a film alapjául szolgáló képregény cselekményét, de kérdéses, hogy a projekt megvalósul-e valaha.
DVD-forgalmazója a Best Hollywood Kft.

## Rövid történet
Egy fiatal rockzenész, Draven bosszúszomjas és sebezhetetlen élőhalottként visszatér a halálból, miután egy évvel korábban barátnőjét megerőszakolták és vele együtt brutálisan meggyilkolták.

## Cselekmény
|  | Alább a cselekmény részletei következnek! |

Valamikor régen az emberek azt hitték, hogy ha valaki meghal, egy holló viszi át a lelkét a holtak birodalmába. De ha az emberrel még életében valami borzalmas dolog történt, megeshet, hogy a kínzó bánat miatt a lelke a túlvilágon sem talál nyugalmat. És néha, nagyon ritkán, a holló visszatérhet a lélekkel, hogy az jóra fordíthasson mindent, ami rossz.
Október 30-án, az Ördög Éjszakáján Albrecht rendőr őrmester (Ernie Hudson) Detroitban egy bűnügyi helyszínen tartózkodik, ahol egy fiatal lányt, Shelly Webstert (Sofia Shinas) összevertek és megerőszakoltak, vőlegényét, Eric Dravent (Brandon Lee) pedig megszúrták, lelőtték és kidobták egy ablakon, ahol azonnal szörnyethalt. A fiatal pár másnap, Halloweenkor házasodott volna össze. Miközben a kórház felé indul a súlyosan megsebesült Shelleyvel, Albrechtet megszólítja egy kislány, Sarah, aki elárulja neki, hogy Shelley-ék barátja és ők viselték gondját. Albrecht hasztalanul próbálja megvigasztalni, hogy minden rendben lesz.
Egy évvel később egy holló száll Eric sírkővére; a férfi feltámad és kimászik sírjából. Ezalatt egy kisstílű utcai banda, T-Bird (David Patrick Kelly) vezetésével gyújtogatásokat hajt végre a városban. Eric hazatér régi otthonába és elhagyatottan találja azt. Visszaemlékezései támadnak halála estéjéről, és rájön, hogy T-Bird és bandájának tagjai – Tin Tin, Mókás és Patkány – felelősek a történtekért. Eric azt is felfedezi, hogy feltámadása után sebei szinte azonnal összeforrnak; arcát bohócszerűen kifesti és a holló irányításával elindul, hogy bosszút álljon saját és Shelley halálért.
Első áldozatára, Tin Tinre egy sikátorban talál rá. Eric saját késeivel öli meg a késdobáló gengsztert és magával viszi bőrkabátját. Ezután meglátogatja Gideon zálogházát, ahol egy évvel korábban Tin Tin Shelly jegygyűrűjét eladta. Eric arra kényszeríti a tulajdonost, hogy visszaadja neki az ékszert, majd üzenetképpen felrobbantja az üzletet. Eric megkegyelmez Gideonnak, és azt a feladatot adja neki, hogy a többi bűnözőt értesítse a bosszúhadjáratról. Mókást egy szállodaszobában találja meg, ahol a férfi éppen Sarah drogfüggő anyjával, Darlával drogozik. Eric a drogozáshoz használt injekciós tűket felhasználva öli meg Mókást, majd ráveszi Darlát, térjen jó útra és törődjön többet lányával.
Ezután meglátogatja Albrechtet és elmagyarázza neki, ki ő és miért tért vissza a halálból. Albrecht elmeséli neki, amit Shelley halálának körülményeiről tud (Shelley fellépett az illegális kilakoltatások ellen, Ericnek és Shelleynek ezért kellett meghalnia), többek között azt is, hogy órákon keresztül a lány mellett volt a kórházban, mialatt az haláltusáját vívta. Amikor Eric megérinti Albrechtet, újraéli Shelley fájdalmát. Sarah és anyja megromlott kapcsolata elkezd helyrejönni. A lány ellátogat Eric lakására, ahol találkozik halott barátjával.
T-Bird és Patkány egy bolt előtt várja Mókást, amikor Eric megérkezik és elrabolja T-Bird-öt. Patkány követi őket és szemtanúja lesz, ahogyan Eric megkötözi és a saját kocsijában felrobbantja társát. Patkány elmenekül a helyszínről és a várost uraló bandavezérhez, Top Dollarhoz (Michael Wincott) megy, akinek T-Bird bandája is dolgozott. Top Dollar gyűlést szervez a helyi bűnözők számára, ahol a következő Ördög Éjszakájával kapcsolatos bűncselekményeiket tervezik meg. Eric megérkezik a találkozóra, hogy végezzen Patkánnyal: tűzharc tör ki, melyben majdnem minden jelenlévőt kivégez, majd megöli Patkányt, kihajítva az ablakon. Top Dollar és féltestvére/szeretője Myca, valamint a bandavezér jobbkeze, Grange el tud menekülni.
Küldetését befejezve Eric visszatér sírjához és elbúcsúzik Sarah-tól, neki ajándékozva Shelley jegygyűrűjét. Grange azonban elrabolja a lányt és egy templomba viszi, ahol Top Dollar és Myca már vár rá. A hollón keresztül Eric értesül az eseményről és barátja megmentésére siet. Grange lelövi a madarat, ezzel Eric elveszíti sebezhetetlenségét. Albrecht a helyszínre ér és lövöldözés tör ki, melyben Grange meghal. Myca magával viszi a sebesült hollót, de az kivájja a nő szemeit, aki ezután a mélybe zuhan. Albrecht megsérül a tűzpárbajban, Eric egyedül indul el a templom tetejére, ahol Top Dollar túszként fogva tartja Sarah-t. A két férfi küzdeni kezd, Eric halálos sebet kap; mielőtt meghalna, érintés útján átadja Top Dollarnak azt a többórányi fájdalmat, amit Shelley élt át halála előtt. Top Dollar lezuhan a tetőről és egy vízköpő felnyársalja. Sarah és Albrecht kórházba megy, Eric pedig a sírjánál haldokolva ismét találkozik halott menyasszonyával.
A film legvégén ismét Sarah narrációja hangzik el:
Ha elszakítanak tőlünk valakit, akit szeretünk, úgy adhatunk neki hosszú életet, ha a szeretetünk sosem szűnik. A házak leégnek, az emberek meghalnak, de az igazi szeretet örökké tart.
|  | Itt a vége a cselekmény részletezésének! |

## Szereplők
| Színész             | Szerep            | Magyar hang          |
| ------------------- | ----------------- | -------------------- |
| Brandon Lee         | Eric Draven       | Zalán János          |
| Sofia Shinas        | Shelley Webster   | Biró Anikó           |
| Rochelle Davis      | Sarah             | Vadász Bea           |
| Ernie Hudson        | Albrecht őrmester | Barbinek Péter       |
| Michael Wincott     | Top Dollar        | Szabó Sipos Barnabás |
| David Patrick Kelly | T-Bird            | Kassai Károly        |
| Michael Massee      | Mókás (Funboy)    | Selmeczi Roland      |
| Laurence Mason      | Tin Tin           | Csuja Imre           |
| Angel David         | Patkány (Skank)   | Bor Zoltán           |
| Jon Polito          | Gideon            | Szalai Imre          |
| Tony Todd           | Grange            | Varga Tamás          |
| Anna Thomson        | Darla             | Vennes Emmy          |
| Bai Ling            | Myca              | Kocsis Mariann       |
| Bill Raymond        | Mickey            | Horányi László       |
| Marco Rodríguez     | Torres            | Sztarenki Pál        |

James O’Barr, A Holló-képregények alkotója feltűnik egy rövid cameoszerep erejéig: Gideon zálogházának felrobbanása után utcai csavargóként látható, aki a romok közül egy tévét cipel ki. Jeff Imada, Brandon Lee legjobb barátja és harcművésztársa, aki a film harci jeleneteit koreografálta, egy gengsztert alakít Top Dollar találkozóján. David J. Schow, a film egyik forgatókönyvírója is hasonló szerepben tűnik fel ugyanebben a jelenetben.
A Medicine és a My Life with the Thrill Kill Kult együttesek tagjai szerepelnek a filmben egy-egy rövid jelenet erejéig, melyben saját (a filmzenei albumon is szereplő) dalaikat adják elő.

## A film elkészítése

### Előkészületek és a forgatókönyv megírása
James O’Barr egyre népszerűbbé váló képregénysorozata felkeltette John Shirley író figyelmét is. Megmutatta azt ismerősének, Jeff Most producernek és összeismertette a képregényrajzolóval. O’Barr zöld utat adott a megfilmesítésnek, így Most 1989 decemberétől elkezdte az ötlet népszerűsítését Hollywoodban. Edward R. Pressman, egy több évtizedes szakmai tapasztalattal rendelkező producer felfigyelt a projektre és azonnal érdeklődni kezdett iránta. 1990 decemberére Pressman és Most megállapodást kötött, Shirley pedig elsőszámú forgatókönyvíró lett. Ebben Caldecot Chubb producer segítette munkáját, Shirley többször is átírta a készülő forgatókönyvet és egyebek mellett ő találta ki, hogy az Ericet kísérő holló legyen a férfi gyenge pontja.
1991 márciusára elkészült a forgatókönyv vázlata, így azt megmutatták Alex Proyas rendezőnek, aki Pressman elsődleges választása volt erre a feladatkörre. Proyas alá is írta a szerződést. Shirley további vázlatokat készített, de az eredeti képregényből két jelenet változatlan maradt: a zálogházi jelenet Gideonnal, valamint Eric váratlan látogatása Mókásnál és Darlánál (az Eric által elmesélt vicc és az édesanyákról szóló idézet is a képregényből lett átemelve). A képregényben szereplő, drogfüggő anya gyermekeként az utcán élő Ellie helyét Sarah vette át. Egy misztikus, Ericnek tanácsokat adó kísérőt is beletettek a sztoriba. 1991 augusztusában David J. Schow írót is felkérték a forgatókönyvön való munkára. Ekkor alakult ki a véglegessé váló verzió, melyben Top Dollar főgonoszként szerepel, a Detroithoz köthető Ördög Éjszakáját beleszőtték a történetbe és Albrecht őrmester is megjelenik benne (bár a képregénnyel ellentétben nem áldozza fel magát Ericért. 1992 márciusára szerződést kötöttek a Paramount Pictures stúdióval a film elkészítésére.

### Szereplőválogatás
A legfontosabb feladat természetesen az volt, hogy Eric Draven szerepére megfelelő színészt találjanak. Bár a tervezés korai szakaszában felmerült Christian Slater, Johnny Depp és River Phoenix neve, a forgatókönyv elkészültével csupán egyetlen színészt kerestek fel konkrét szerepajánlattal: Brandon Lee-t. A készítők egy olyan színészt szerettek volna a filmvászonra, aki a (képregények főszereplőjére jellemző) atletikus képességeken túl rendelkezik empátiával, humorérzékkel és a nézők azonosulni tudnak vele, nem csupán egy Terminátor-szerű gyilkológép. A szereplésen túl Lee a forgatókönyv kialakításához is hozzájárult tanácsaival és ötleteivel, valamint harcművészként a harci jelenetek koreográfiájának megtervezését is segítette. Ezekben nem hagyományos harcművész fogásokat alkalmaztak, hiszen a történet szerint Eric rockzenész, akinek nincsenek ilyen képességei. Mindezek ellenére igyekeztek megőrizni az eredeti képregényre jellemző akrobatikus, sokszor szinte balettszerű mozdulatokat.
A film másodlagos főszereplője Albrecht őrmester, egy detroiti rendőr, aki segíti Ericet küldetése véghezvitelében. A szerepet Ernie Hudson kapta meg, akkoriban már befutott színészként (pár évvel korábban a népszerű Szellemirtók-filmekben töltött be főszerepet). Szintén ismertebb és képzett színésznek számított Michael Wincott, a negatív főszereplő, Top Dollar megformálója, aki többek között a Robin Hood, a tolvajok fejedelme és a The Doors című filmekben tűnt fel. Wincott és filmbeli csatlósai mind New York-i színészek voltak. Top Dollar embereinek vezetőjét, T-Bird-öt David Patrick Kelly alakította, szintén képzett színpadi színészként. Patkánynak, T-Bird együgyű segédjének szerepét a kubai származású Angel David kapta meg, a késekkel virtuóz módon bánó, színes bőrű Tin Tint a Trinidadból származó és szintén New York-i Lawrence Mason formálhatta meg. A szerepre Alex Proyas eredetileg Lenny Kravitz-et akarta megnyerni, de ő nem tudta elvállalni a feladatot. A negyedik bandatag, Mókás szerepében a method-acting alapján színészkedő Michael Massee látható. Top Dollar féltestvérének és szeretőjének, Mycának a szerepét a kínai Bai Lingre osztották rá, a színésznőnek ez volt az első amerikai filmes szerepe. Top Dollar jobbkezének, Grange-nek a szerepében Tony Todd tűnik fel, ő színészként a Kampókéz című horrorfilmmel szerzett ismertséget, de Oliver Stone A szakasz és Clint Eastwood Bird – Charlie Parker élete című filmjeivel is már megalapozta karrierjét.
Kulcsfontosságú szerep hárult Sarah-ra; Eric és Shelley fiatal tizenéves barátját és pártfogoltját Rochelle Davis alakíthatta, ő nem rendelkezett előzetes színészi tapasztalatokkal, színészi meghallgatásokon sem vett részt korábban. A kanadai popénekesnő, Sofia Shinas szintén tapasztalatlan színésznőnek számított, neki is A holló volt az első filmes szerepe.

### Brandon Lee tragikus balesete
Brandon Lee 1993. március 31-én hunyt el, miután a forgatás során egy balesetben halálos pisztolylövés érte.
A film egyik jelenetében besétált egy lakásba, ahol az egyik negatív szereplő, Mókás (akit Michael Massee alakít) revolverrel fenyegeti, majd körülbelül öt méterről rálő. A fegyvertárat hatástalanított, de valódinak látszó lőszerutánzattal töltötték meg. A pisztolyokban és puskákban használt egyesített lőszerből az utánzatban meghagyják a hüvelyt és a lövedéket, viszont hiányzik a csappantyú (gyutacs) és a lőpor. A balesetet követő vizsgálat során kiderült, hogy a stáb nem ilyen célra gyártott kelléklőszert vásárolt, hanem éles lőszert alakítottak át a forgatáshoz. A töltényt szétszedték, kiöntötték belőle a lőport, majd a lövedéket visszaillesztették a hüvely elejére. Az egyik ilyen megbontott és kiürített töltényből a csappantyú kis robbanása kis sebességgel kilökte a lövedéket, ami a revolver csövében megszorult. Ezt a kellékstáb nem vette észre vagy nem fordított rá figyelmet.
A balesettel végződő felvételhez ugyanezt a revolvert használták, nem tudva arról, hogy a csövében ott van egy ólomlövedék. Ebben a jelenetben vaktöltényt használtak. Amikor a felvétel során Massee elsütötte a revolvert, a vaktöltény ereje elég volt ahhoz, hogy a csőben felejtett lövedéket kilökje, olyan sebességgel, hogy az Lee hasába fúródott, és a gerinc mellett állt meg.
A színészt hajnali egy óra körül eszméletlen állapotban szállították a wilmingtoni (Észak-Karolina, USA) New Hanover Regional Medical Centerbe, ahol a hat órás műtét ellenére életét vesztette, huszonnyolc éves korában. A tragikus eseményt végül balesetnek nyilvánították, ennek ellenére elterjedtek olyan vélemények, melyek szerint a kínai maffia állt a baleset hátterében, amely rossz szemmel nézte az ősi kínai harcművészetek megjelenítését nyugati filmekben – Bruce Lee halála után is felmerültek hasonló elméletek. Vitatott, hogy a végzetes jelenetet tartalmazó filmszalaggal mi történt. Egyesek szerint azonnal, előhívás nélkül megsemmisítették, mások úgy vélik, a felvétel bizonyítékként a végrehajtó szervekhez került.
A film legvégén látható egy felirat, mely szerint A holló-t készítői Brandon Lee-nek és menyasszonyának, Elizának dedikálják. Vőlegénye halála után Eliza petíciót nyújtott be a lőfegyverekkel kapcsolatos biztonsági szabályok szigorítása érdekében.

### A film befejezése Lee halála után
A színész halála után a producereknek dönteniük kellett, hogy folytassák-e a film elkészítését vagy sem. Lee legtöbb jelenetét már leforgatták, csupán három forgatási nap maradt hátra – a technikai problémák helyett inkább érzelmi okokból volt nehéz döntés a számukra, a színészeket is beleértve. Annak tudatában, hogy Lee számára milyen fontos volt ez a film, a folytatás mellett döntöttek. Sofia Shinas (a színésznő, aki Lee filmbeli menyasszonyát alakítja) szemtanúja volt a balesetnek és az átélt trauma hatására nem akarta tovább folytatni a filmet, ezért hazautazott Los Angelesbe. A stáb és a szereplők többi tagja – leszámítva Ernie Hudsont (aki sógora halálhíre miatt pár nappal korábban utazott el) – Wilmingtonban maradt. A forgatás elhúzódása és a film körüli médiavisszhang miatt a Paramount Pictures kiszállt a projektből, a forgalmazási jogokat a Miramax stúdió vásárolta meg, az eredeti költségvetést pedig további nyolcmillió dollárral bővítették ki (ami így összesen huszonhárommillió dollár lett).
Lee halálát követően átírták a forgatókönyvet, elmélyítették Sarah és a Hudson által alakított Albrecht kapcsolatát és Sarah narrációját adták hozzá bizonyos jelenetekhez (kihagyva egy szereplőt, a Skull Cowboyt – lásd lentebb). A végzetes jelenetet, melyben Eric a lakásba belépve szemtanújává válik Shelley megerőszakolásának – és amelyben Lee is életét vesztette –, szintén újraforgatták, valamint Shelley és Eric közös jeleneteit is erőteljesen megvágták (részben Eric visszaemlékezéseiben is felhasználták a film fekete-fehér tónusaitól élesen elütő, színes jeleneteket). A stábtagok elmondása szerint a film befejezése érzelmileg megterhelő volt, ugyanakkor közelebb is hozta őket egymáshoz.
Az elkészítendő jelenetekben, melyekben Lee karaktere szerepelt, a színész kaszkadőre és barátja, Chad Stahelski tűnt fel, aki Lee-hez hasonló testfelépítése miatt alkalmasnak találtak a feladatra. Stahelski karrierjében felejthetőbb alkotások után ez a film jelentette az áttörést. Jeff Cadiente, Lee dublőre szintén eljátszotta Ericet bizonyos jelenetekben. Lee arcát egy gumiból készült maszkkal is helyettesítették, melyek Cadiente viselt. Használatát igyekeztek minimálisra csökkenteni, mert Lee halála után felkavaró látvány volt a stáb tagjai számára. Az egyik legnehezebb feladat az volt, amikor a percekkel korábban feltámadt és egy esős sikátorban botladozó Eric alakját „kiemelték” egy felhasználatlan jelenetből és egy elhagyatott épület folyosójára helyezték át. Egy másik úttörő megoldás Lee arcának megjelenítése volt egy törött tükörben, amikor az általa alakított Eric kifesti az arcát. Arcának kifestése után az ablak felé indul, vállán a hollóval és egy villám fénye egy pillanatra megvilágítja az arcát: a férfi valójában Stahelski, Lee arcát CGI segítségével retusálták rá a kaszkadőr arcára, szintén egy körülményes és költséges eljárással.

#### Kimaradt jelenetek és szereplők

Skull Cowboy

Szerepelt volna a filmben egy „Skull Cowboy” nevű mitikus szereplő (Michael Berryman alakításában), mint Eric őrangyala, aki elmondja a férfinek, miért tért vissza a halálból és pontosan mit kell tennie. Arra is figyelmezteti Ericet, hogy ha az élőkön próbál meg segíteni, sebezhetővé válik (lásd lentebb). A szereplőnek a végkifejlet során is lényeges szerepe lett volna; mivel Eric bosszút állt gyilkosain, felszólítja őt, térjen vissza a sírba. Eric ezt megtagadja, mert meg akarja menteni Sarah-t, így döntésének következményeként elveszti emberfeletti hatalmát. Végül a Cowboyt kihagyták a végleges változatból, feleslegesnek ítélte meg a szereplőt. A Skull Cowboy mellőzése miatt Eric a finálé előtt a holló lelövése által veszti el sebezhetetlenségét. Érdekesség, hogy a filmből kihagyott mitikus alak (hasonló szerepben, Kadeem Hardison alakításában) az 1998-as Holló – Út a mennyországba című sorozatban mellékszereplőként tűnik fel.
Miután ártalmatlanná teszi és a mosdóba vonszolja Mókást, Eric Darlával kezd el beszélgetni. Egy kimaradt jelenetben azonban Mókás magához tér és a Darla által elejtett borotvával sikerül orvul megsebeznie Ericet (mivel a Skull Cowboy figyelmeztetése ellenére egy élő személyen, Darlán próbált meg segíteni). Némi dulakodás után Eric legyőzi Mókást, ezután veszi elő az injekciós tűket (a film végleges változatához hasonlóan). Eric a küzdelmet követően fekete szigetelőszalaggal kötözi be sebeit (némileg utalva a képregényre, noha ott a főhős fájdalmában öncsonkítást hajt végre és ezért nem gyógyulnak be maguktól a sebei). Bár a jelenet teljes egészében kimaradt, Eric szigetelőszalaggal kiegészített öltözéke a film végleges változatában is látható.

## Filmzene
A Holló filmzenei albuma (The Crow Original Soundtrack) 1994. március 29-én jelent meg az Atlantic Records kiadásában. Az album a filmben hallható dalokat, többek közt a The Cure, a Pantera, a Nine Inch Nails és a Rage Against the Machine együttesek felvételeit tartalmazza. A Nine Inch Nails által előadott "Dead Souls" egy Joy Division dal feldolgozása, a "Burn" című The Cure szám pedig kifejezetten a filmhez készült. A Medicine és a My Life with the Thrill Kill Kult együttes a filmben is szerepel, egy-egy rövid jelenet erejéig.
A The Crow Score albumot 1994. június 14-én jelentette meg a Varese kiadó, az albumon az akkoriban még ismeretlennek számító zeneszerző, Graeme Revell által komponált, nagyrészt instrumentális, nagyzenekarra írt dalok hallhatók.
| 1. The Cure – "Burn" – 6:39 2. Machines Of Loving Grace – "Golgotha Tenement Blues" – 4:01 3. Stone Temple Pilots – "Big Empty" – 4:56 4. Nine Inch Nails – "Dead Souls" – 4:54 5. Rage Against the Machine – "Darkness" – 3:41 6. Violent Femmes – "Color Me Once" – 4:09 7. Rollins Band – "Ghost Rider" – 5:45 8. Helmet – "Milquetoast" (a.k.a. "Milktoast”) – 3:59 9. Pantera – "The Badge" – 3:54 10. For Love Not Lisa – "Slip Slide Melting" – 5:47 11. My Life with the Thrill Kill Kult – "After the Flesh" – 2:59 12. The Jesus and Mary Chain – "Snakedriver" – 3:41 13. Medicine – "Time Baby III" – 3:52 14. Jane Siberry – "It Can't Rain All the Time" – 5:34 |  | 1. "Birth Of The Legend" – 6:16 2. "Resurrection" – 2:10 3. "The Crow Descends" – 2:30 4. "Remembrance" – 2:54 5. "Rain Forever" – 2:32 6. "Her Eyes… So Inncocent" – 2:45 7. "Tracking The Prey" – 3:35 8. "Pain And Retribution" – 2:34 9. "Believe In Angels" – 3:31 10. "Captive Child" – 2:32 11. "Devil's Night" – 2:30 12. "On Hallowed Ground" – 2:42 13. "Inferno" – 5:02 14. "Return To The Grave" – 3:45 15. "Last Rites" – 3:55 |

## Fogadtatás

### Kritikai visszhang
A holló a Rotten Tomatoes weboldalon 82%-os értékelést kapott 50 kritika alapján, tízes skálán átlagosan hetes értékeléssel. Az oldal kritikai összegzése alapján „feltöltve stílussal és sötét, kísérteties energiával, a Holló akcióval teli vizuális »lakoma«, melynek ugyanakkor lelke is van az elhunyt Brandon Lee alakítása által”. A Metacritic weboldalon a film 100-ból 71 pontot kapott, 14 kritika alapján.
A kritikusok méltatták az akciójeleneteket és a vizuális stílust. A Rolling Stone magazin „káprázatos filmes lázálomnak” nevezte, míg Caryn James (The New York Times) „magas színvonalú, stílusos és kifinomult műfajfilmként” utalt A hollóra. Roger Ebert filmkritikus szerint a film „lenyűgöző vizuális stílusú mű”. A Los Angeles Times szintén méltatta a filmet.
Lee halálának ténye melankolikus hatást gyakorolt a nézőkre. Desson Howe, a The Washington Post újságírója azt írta kritikájában, hogy Lee „minden képkockában ott kísért”, míg James Berardinelli szerint a film „a halált imitáló művészet esete és »A hollót« mindig is szellemek fogják körüllebegni”. Berardinelli és Howe Lee számára helyénvaló „sírfeliratnak”, illetve „búcsúiratnak” nevezte a filmet, Ebert szerint pedig nem csupán Lee legjobb filmje volt A holló, hanem apja, Bruce Lee filmjeit is felülmúlta.

## A film utóélete

### Folytatások
A Hollót még három folytatás és egy sorozat követte, de az eredeti film sikerét ezek egyike sem tudta felülmúlni, a folytatások kritikai szempontból és pénzügyileg is megbuktak (a harmadik és negyedik rész a filmvászon helyett már közvetlenül videón jelent meg). Az 1998-as Holló – Út a mennyországba (The Crow: Stairway to Heaven) lazán követi az eredeti történet vonalát, a főszerepet Marc Dacascos alakítja. A sorozat egy évadot, összesen 22 epizódot élt meg.
- A holló 2. – Az angyalok városa (The Crow: City of Angels, 1996)
- Holló – Út a mennyországba (The Crow: Stairway to Heaven) – televíziós sorozat, 1998
- A holló 3. – A megváltás (The Crow: Salvation, 2000)
- A holló 4. – Gonosz ima (The Crow: Wicked Prayer, 2005)

### „Remake”
2008 végén jelentették be először, hogy a filmből remake készül, Stephen Norrington rendezésében. Norrington később kiszállt a projektből, amely ezután számos módosításon esett át. Végül 2020 januárjában folytatódtak a tényleges előkészületek, a rendező Rupert Sanders lett, a címszerepet pedig Bill Skarsgård kapta meg. Skarsgård egy interjúban megerősítette: a 2024-es film nem az 1994-es A holló remake-je, hanem az eredeti képregény második filmadaptációja.
A bemutatót 2024. augusztus 23-ra tűzték ki.